# ديفيد دبليو. ستيوارت
ديفيد دبليو. ستيوارت (بالإنجليزية: David W. Stewart)‏ هو محامي وسياسي أمريكي، ولد في 22 يناير 1887 في الولايات المتحدة، وتوفي بنفس المكان في 10 فبراير 1974. حزبياً، نشط في الحزب الجمهوري. انتخب عضو مجلس الشيوخ الأمريكي.